# Endophyllum emiliae-sonchifoliae
Endophyllum emiliae-sonchifoliae är en svampart som beskrevs av Nag Raj, Govindu & Thirum. 1972. Endophyllum emiliae-sonchifoliae ingår i släktet Endophyllum och familjen Pucciniaceae.   Inga underarter finns listade i Catalogue of Life.